# Sainte-Anastasie-sur-Issole
Sainte-Anastasie-sur-Issole település Franciaországban, Var megyében. Lakosainak száma 2138 fő (2022. január 1.). Sainte-Anastasie-sur-Issole Besse-sur-Issole, Camps-la-Source, Forcalqueiret, Puget-Ville és Rocbaron községekkel határos.

## Népesség
A település népessége az elmúlt években az alábbi módon változott:
| Lakosok száma | 1862 | 1866 | 1946 | 1973 | 2023 | 2048 | 2102 | 2117 | 2138 |
|               | 2013 | 2015 | 2016 | 2017 | 2018 | 2019 | 2020 | 2021 | 2022 |